# Партия на труда (Турция)
Партията на труда (на турски: Emek Partisi) е комунистическа политическа партия в Турция. Създадена през 1996 г. Председател на партията е Селма Гюркан. Партията е един от участниците в Народния демократичен конгрес – политическа инициатива, която допринася за основаването на Демократичната партия на народите през 2012 г.